# Beaurains
Beaurains é uma comuna francesa na região administrativa de Altos da França, no departamento de Pas-de-Calais. Estende-se por uma área de 5,99 km². Em 2010 a comuna tinha 5 659 habitantes (densidade: 944,7 hab./km²).